# Rambaldo degli Azzoni Avogaro
Rambaldo degli Azzoni Avogaro (Treviso, 11 novembre 1716 – Treviso, 23 settembre 1790) è stato uno storico e numismatico italiano.

## Biografia
Figlio del conte Marcantonio e di Maria Francesca Di Rovero, proveniva da una nobile famiglia che da secoli si distingueva negli ambienti culturali di trevigiani.
Si formò presso i somaschi ed entrò lui stesso nel ceto ecclesiastico: a ventun'anni entrò a far parte del capitolo del duomo di Treviso, della quale divenne primicerio nel 1789.
Non aveva nemmeno trent'anni quando riattivò l'Accademia dei Solleciti di Treviso e ne redasse una bozza del regolamento che fu approvato da Ludovico Antonio Muratori (1747). Nella stessa città organizzò un gruppo di arcadi di cui fu custode con il nome di Targilio Ambracio. Diede inoltre nuovo lustro alla locale biblioteca capitolare di cui divenne direttore nel 1752.
L'Avogaro fu, in generale, un erudito di storia e cultura locale. Studiò monete, iscrizioni e documenti antichi, compilò elogi di vari concittadini illustri, si distinse nel dibattito con gli Asolani sostenendo le origini romane di Treviso e la preminenza della cattedrale trevigiana su quella asolana. Tenne inoltre corrispondenze con personalità illustri: oltre al già citato Muratori, si ricordano Giovanni Cristofano Amaduzzi, Annibale degli Abati Olivieri, Girolamo Tiraboschi, Francesco Benaglio e Giuseppe Garampi.
Secondo il Tiraboschi, l'Avogaro fece stampare trentatré opere, mentre altre diciannove rimasero inedite. Le numerose carte che lasciò alla sua morte sono in parte conservate alla biblioteca capitolare (fortunatamente scamparono al bombardamento di Treviso del 1944), in parte presso l'archivio degli Azzoni Avogaro, in parte nella Biblioteca comunale di Treviso.
L'opera più importante è sicuramente il Trattato della zecca e delle monete ch'ebbero corso in Trivigi fin tutto il secolo XIV (in Nuovo trattato delle monete e zecche d'Italia, edito da Guid'Antonio Zanetti, 1786), seguita dalle Memorie del b. Enrico morto in Trivigi l'anno 1315; con una dissertazione sopra s. Liberale, e gli altri santi, i corpi de' quali riposano nella chiesa di detta città (1760) e dai vari lavori contenuti nella Nuova raccolta di opuscoli scientifici e filologici, iniziata da Angelo Calogerà nel 1755 e proseguita da Fortunato Mandelli.
Vanno citate (ma sono di gran lunga meno interessanti) le opere polemiche. Un primo gruppo riguarda una discussione con il Tiraboschi a proposito di un documento altomedievale attorno all'antichità di Nonantola. Seguono poi quelle relative alla contesa con Asolo, rappresentata da Michele Lazzari e Giovanni Bianchi, ex sede vescovile che avanzava diritti di "concattedralità" nei confronti di Treviso.